# Ashbury, New South Wales
Ashbury este o suburbie în Sydney, Australia.